# 尼爾·韋伯
尼爾·韋伯（Neil Webb，1963年7月30日—），生於英格蘭雷丁，已退役英格蘭足球運動員，前英格蘭國家足球隊成員，曾經於1980年代效力英甲聯賽的諾定咸森林中成名，曾效力英格蘭球會曼聯及香港球會快譯通。

## 球員生涯
尼爾韋伯出生於英格蘭的雷丁，並於這兒展開了他的職業足球生涯，他首間效力的球會是雷丁，這位中場球員在雷丁中的三季中共上陣72場聯賽，得到30球進球，出色的表現令他得到樸茨茅夫的羅致，在新球會中尼爾韋伯共效力了三季，上陣聯賽次數為123次，攻下24球，是球會中的重要球員之一。1985/86年球季中，尼爾·韋伯以25萬英鎊，成為了諾定咸森林的球員，他在諾定咸森林的首季中上陣38場聯賽取得14球，翌季更於32場聯賽中就得到相同的進球數字，一鳴驚人，對於一位出道不到10年的球員以言，是極為出眾的成績。1988/89年球季，是尼爾韋伯在諾定咸森林的最後一季，在這季中的聯賽盃決賽中，諾定咸森林以3–1戰勝盧頓，該冠軍是尼爾韋伯於足球生涯中的第一個冠軍。
翌季，尼爾韋伯已經成為了曼聯(「紅魔鬼」)的球員，但他於這支球會中事業並不順利，由於當時曼聯有一對良好的中場，加上尼爾韋伯的受傷，令他在球會的首季中，地位並不穩固。1990/91年球季中，雖然尼爾韋伯依然不是球會中的必然正選，但情況己有改善，他上陣了32場聯賽，同年，曼聯以2–1擊敗巴塞隆拿，奪得歐洲盃賽冠軍盃。次季，曼聯贏得聯賽盃，尼爾韋伯在3年內兩奪聯賽盃冠軍。及後的一季，尼爾·韋伯被貶為後備球員，在欠缺上陣機會中，尼爾韋伯以80萬英鎊返回成名球會諾定咸森林，但只是上陣了9場聯賽。由於尼爾韋伯在諾定咸森林中並非正選球員，於是在1994/95年球季中，被外借至史雲頓，期間尼爾韋伯只上陣6場聯賽。翌季後，尼爾韋伯返回諾定咸森林，在聯賽上未有上陣。1996/97年球季，尼爾·韋伯加盟甘士比，後來到了香港的快譯通一段短暫時間，最後返回英格蘭，加盟非聯賽球會艾迪索特鎮。一季後正式退役，其後尼爾·韋伯曾於出生地雷丁當郵差，於2004年6月離職。

## 國際賽生涯
在國家隊方面，尼爾韋伯於1987年9月9日作客對西德的友誼賽中第一次上陣，1988年歐洲國家盃，尼爾韋伯的表現出色，成為了英格蘭國家隊的必然正選，遺憾地當英格蘭晉身決賽周後，尼爾韋伯表現強差人意，及後英格蘭在分組賽三戰全負，提早出局，尼爾韋伯的能力被人質疑。1990年世界盃，尼爾韋伯雖然入選國家隊，但當時加斯居尼是國家隊中的皇牌球員，尼爾韋伯一直只是後備球員，曾於四強中後備上陣，在一次射門中險成入球。世界盃過後，尼爾韋伯已經成為了國家隊中的「邊緣球員」，極少入選國家隊，在1992年歐洲國家杯中，由於「中場殺手」加斯居尼的傷患，令尼爾·韋伯可再次披上英格蘭的球衣上陣作賽，在英格蘭最後一場的分組賽以1–2不敵瑞典，以三戰二和一負得兩分，小組排名第四的成績出局，也是尼爾韋伯最後一次入選國家隊的球賽。

## 教練生涯
尼爾·韋伯曾府1997年在當時仍處身南部聯賽的韋茅夫（Weymouth）擔任球員兼教練，但僅70日後即離職。亦曾於2001年執教非聯賽的雷丁鎮（Reading Town），惟同樣於短時間內下崗。

## 榮譽
諾定咸森林
- 英格蘭聯賽盃
  - 冠軍：1989年；

曼聯
- 歐洲盃賽冠軍盃
  - 冠軍：1991年；
- 英格蘭足總盃
  - 冠軍：1990年；
- 英格蘭聯賽盃
  - 冠軍：1992年；
  - 亞軍：1991年；

## 外部連結
- 足球数据库：内尔·韦伯的球员统计数据